# Jiří Thýn
Jiří Thýn (30. října 1977, Praha) je český fotograf, výtvarník a pedagog.

## Životopis
V letech 1999–2005 vystudoval u Pavla Štechy v Ateliéru fotografie na Vysoké škole uměleckoprůmyslové v Praze. Vystavuje od 1. poloviny nultých let. Během 2. poloviny desetiletí intenzivně působil spolu s Janem Haubeltem, Adélou Svobodovou a Tomášem Severou v umělecké skupině Ládví, která své intervenční praktiky zaměřila na identifikaci kvalit veřejného prostoru stejnojmenného pražského sídliště. V letech 2011 a 2012 byl vybrán do finále Ceny Jindřicha Chalupeckého. Kromě řady autorských výstav byly jeho práce zařazeny na mnoho tematických výstav, např. na Věcné stavy v pražských Karlin Studios (2006), Mutující médium v Galerii Rudolfinum (2011) nebo Ostrovy odporu v Národní galerii Praha (2012). Zúčastnil se festivalu Funkeho Kolín (2005), Bienále mladého umění Zvon (2010), Nového zlínského salonu (2011) nebo Prague Biennale Photo 3 (2013). V roce 2014 se zúčastnil 6. ročníku Tallinn Print Triennale a v roce 2016 byl pozván do Curychu na 11. ročník mezinárodního putovního bienále mladých umělců Manifesta. V letech 2014–2018 byl vedoucím Ateliéru postkonceptuální fotografie na Katedře fotografie FAMU v Praze. Od v letech 2020-2024 vedl spolu s fotografem Václavem Kopeckým ateliér Aplikovaná a reklamní fotografie na Fakultě umění a designu UJEP v Ústí nad Labem. Fotografii vyučuje rovněž na soukromé umělecké škole Scholastika. Zastupuje ho pražská galerie hunt kastner.
Jiří Thýn žije v Praze. Jeho partnerkou je grafická designerka a výtvarná umělkyně Adéla Svobodová.

## Dílo
Fotografická tvorba Jiřího Thýna je charakteristická neustálým ověřováním možností média fotografie, mimo jiné i ve vztahu k jiným uměleckým disciplínám. Proto je pro něj samozřejmostí překračovat hranici mezi fotografií a objektovou tvorbou nebo instalací, nebo uplatňovat postupy z jiných médií v nakládání s fotografiemi. Prořezávání zvětšenin nebo kreslení do jejich skenů jsou v Thýnově podání osobním průzkumem vlastních fotografií i nalezených předloh. V trojici výstavních souborů, které v rozmezí let 2011–2021 postupně vystavil v Galerii hlavního města Prahy a galerii hunt kastner, se pro změnu vztahoval k sochařským dílům modernistických tvůrkyň a tvůrců (Otto Guttfreund, Alina Szapocznikow, Hana Wichterlová). Vlastní fascinaci jimi Thýn rozvedl do fotografických montáží, fotogramů, digitálně manipulovaných fotografií nebo objektových instalací, v nichž usiloval o osobní prozkoumávání pro něj inspirativních rysů zvolených předloh.
Pro Thýnův umělecký vývoj zásadním byly práce z konce nultých let, kdy začal zdůrazňovat vztah fotografie k vlastních technologickým specifikům. Na snímcích zviditelňoval tzv. proužkové zkoušky, nebo upozorňoval na vztah pozitiv – negativ. Podle historičky fotografie Hany Buddeus tyto práce „už nesdělují informaci tím, co je na nich zobrazeno, ale tím, jakým způsobem odhalují médium fotografie“.
V následujícím období Thýn rozvíjel úvahy o tzv. „nenarativní fotografii“, v níž pozornost není upínána k dějovosti, ale takový rozměr naopak potlačuje. Tento termín razil namísto podle něj v souvislosti s fotografií nepatřičného pojmu abstrakce.  Více než o „odhalení média fotografie“ se postupem doby stalo důležitým využití fotografie způsobem, kdy se fotografické obrazy či jejich předmětné předobrazy otevírají subjektivnímu zkoumání předem nedefinovaných obsahových vrstev. Českému rozhlasu v roce 2021 řekl: „Přestože jsem označován za konceptuálního umělce, prvotní stimul a důvod, proč mě umění zajímá, je vždycky právě emoce, kterou z daných obrazů nebo instalací cítím. Teprve pak si dílo analyzuju a snažím se přijít na to, co která věc znamená.“ 
Svébytné postavení zaujímá dlouhodobě realizovaný projekt Zahrada, který zachycuje detaily zahradnictví v pražských Ďáblicích. V něm Thýn nenásilně budoval napětí mezi květinovým zátiším a masovou produkcí rostlin pro účely okrašlování veřejného prostoru. Kompletní podobu soubor získal v roce 2018 s vydáním stejnojmenné knižní publikace.
Thýnovy fotografie jsou součástí sbírek Uměleckoprůmyslového muzea v Praze, Muzea současné fotografie v Chicagu, Galerie Klatovy / Klenová, Galerie hlavního města Prahy, Galerie výtvarného umění v Ostravě, soukromé fotografické sbírky PPF nebo Sbírky Fait Gallery v Brně.

## Samostatné výstavy (výběr)
- 2023 Miluj život⁣⁣, Fait Gallery MEM, Brno[12]
- 2023 Morfologie. Galerie plastik, Hořice[13]
- 2021 Mlčení, torzo, přítomnost. Dům fotografie, Galerie hlavního města Prahy[14]
- 2020 Pravda, ze série Hledání monumentu. Phoinix, Bratislava[15]
- 2019 Tvar, práce a dvě tlustá břicha. hunt kastner, Praha[16]
- 2017 Hledání monumentu II. Galerie Jaroslava Krále, Dům umění města Brna[17]
- 2015 Dva konce vzdálenosti - Obrazy, které se nikdy nestaly. Fait Gallery MEM, Brno[18]
- 2014 Základní studie, Nenarativní fotografie. Ateliér Josefa Sudka, Praha[19]
- 2014 Vědomí jako základní předpoklad I, II. hunt kastner, Praha
- 2012 Základní studie 3. Dům umění, České Budějovice[20]
- 2012 Neon. Galerie Na shledanou, Volyně (s Václavem Kopeckým)
- 2012 Katie Holten / Jiří Thýn. Centrum pro současné umění Futura, Praha
- 2011 Předobrazy, prostor, abstrakce. Staroměstská radnice, Galerie hlavního města Prahy[21]
- 2011 Odlitek ruky s malým torsem. Fotograf Gallery, Praha (s Janem Haubeltem)[22]
- 2011 Basic Studies. Open Gallery, Bratislava
- 2011 In Other Words. Galerie G99, Dům umění města Brna[23]
- 2010 Fotografie. Pražákův palác, Moravská galerie v Brně[24]
- 2009 50% šedá. Galerie 35m², Praha[25]
- 2009 LESS. hunt kastner artworks, Praha
- 2008 Čtyři rohy hotelu Hilton. etc. galerie, Praha
- 2006 All The Best. Ateliér Josefa Sudka, Praha[26]
- 2005 Udělali jsme téměř všechno. Entrance Gallery, Praha (s Dominikem Langem)[27]
- 2004 1+1. Galerie Jelení, Praha (s Adélou Svobodovou)[28]
- 2003 Místní území. Galerie CO14, Praha
- 2002 Místa ticha pro moji sestru. Galerie Francouzského Institutu, Praha